# Opschortingsrecht
Met opschortingsrecht wordt bedoeld dat als een partij zich niet aan de afspraak kan houden, de andere partij zijn verplichtingen kan uitstellen.
'Opschorten' betekent ook wel rekken of uitstellen. In het Nederlands Burgerlijk Wetboek (BW) zijn de algemene opschortingsbepalingen te vinden in Boek 6, artikel 52 e.v. Deze slaan op alle verbintenissen (uit overeenkomst of daarbuitenom, bijvoorbeeld rechtstreeks uit de wet). Als eisen worden gesteld dat de vordering die de schuldenaar van zijn kant op de schuldeiser heeft opeisbaar moet zijn (dus de ander is al verplicht om na te komen en deze nakoming zou kunnen worden afgedwongen) en bovenal moet er sprake zijn van een voldoende samenhang tussen de beide verbintenissen (connexiteit). Deze moet voldoende zijn om in het betreffende geval deze opschorting te rechtvaardigen, zo zegt artikel 6:52 lid 1. Het tweede lid voegt daaraan twee veel voorkomende voorbeelden toe van een dergelijke samenhang (maar er zijn meer mogelijkheden). Met andere woorden: de vordering en de verbintenis moeten met elkaar te maken hebben en ze moeten geen wanverhouding vertonen (een kleine tegenvordering is niet voldoende om een verbintenis van een behoorlijke omvang op te schorten, dat moet anders opgelost worden).
Op diverse plaatsen in het BW zijn incidenteel opschortingsrechten te vinden, bijvoorbeeld als men op redelijke gronden twijfel heeft over aan welke persoon betaling moet plaatsvinden (artikel 6:37). 
Er zijn naast de algemene opschortingsrechten drie verschillende bijzondere opschortingsrechten, te weten:
1. de exceptio non adimpleti contractus (alleen bij wederkerige overeenkomst)
2. de onzekerheidsexceptie (idem)
3. het retentierecht